# Chemin de halage des bords de la Vire
Le chemin de halage des bords de la Vire est un aménagement cyclable de type voie verte réalisé sur le chemin de halage qui longe la Vire, dans le département de la Manche. Ce chemin s'étend sur 55 km, entre les communes de Pont-Farcy et de Saint-Fromond sur la rive gauche, tantôt sur la rive droite à partir de Pont-Hébert.
Le chemin du halage passe notamment par les Roches de Ham, Saint-Lô, les fours à chaux pour déboucher sur les marais du Cotentin et le canal de Vire et Taute.
Il est constitutif d'une section de l'EuroVelo 4, dénommée La Vélomaritime en France.